# Eine Frage der Ehre (Roman)
Eine Frage der Ehre ist der fünfte James-Bond-Roman, der nicht von Ian Fleming geschrieben wurde. Nach Flemings Tod 1964 wurden andere Autoren von der Ian Fleming Publications Limited beauftragt, die James-Bond-Romanreihe fortzuführen. Der Roman wurde erstmals 1987 unter dem Titel: Die Ehre des Mr. Bond in Deutschland veröffentlicht.

## Inhalt
Nachdem er eine große Erbschaft erhalten hat, wird James Bond 007 der Unanständigkeiten bezichtigt und aus dem britischen Geheimdienst getrommelt. Angewidert von seinen ehemaligen Arbeitgebern platziert Bond seine Dienste auf dem freien Markt, wo er später die Aufmerksamkeit von Vertretern von SPECTRE auf sich zieht, die durchaus bereit sind, ihren einstigen Feind auf ihre Gehaltsliste zu setzen. Aber das Ganze war ein Schwindel, nur ein Plan, um Bond in die feindliche Organisation zu bringen.
Bevor er sich anschließt, verbringt Bond einen Monat in Monte Carlo mit Miss „Percy“ Proud, einer CIA-Agentin, die ihm alles beibringt, was sie über Programmiersprachen und Computer im Allgemeinen weiß. Dieser Hintergrund ermöglicht es Bond, Jay Autem Holy anzuziehen, einen Agenten von SPECTRE, der das Pentagon verließ, seinen Tod vortäuschte und später eine Computerspielfirma gründete, die Simulationen auf der Grundlage realer Schlachten und Kriege erstellt.
Bonds Loyalität zu SPECTRE wird im Laufe des Romans regelmäßig in Frage gestellt, sogar an einer Stelle geht er so weit, Bond in ein terroristisches Trainingslager (bekannt als „Erewhon“) zu schicken, um zu sehen, ob er „das richtige Zeug“ hat. Bond beweist seinen Wert und wird in eine Verschwörung verwickelt, um die Sowjetunion und die Vereinigten Staaten zu destabilisieren, indem er sie zwingt, die Welt von ihren Atomwaffen zu befreien.
Was die SPECTRE-Anführer Tamil Rahani und Dr. Jay Autem Holy vermuten, aber nie ganz erkennen, ist, dass Bonds Rücktritt falsch ist. Zusammen mit Bond spielt der Secret Service eine wichtige Rolle bei der Vereitelung von SPECTRE. Rahani, der derzeitige Anführer von SPECTRE, kann sich jedoch aus Bonds Fängen befreien, indem er mit dem Fallschirm aus einem Luftschiff über der Schweiz abspringt.

## Ausgaben
Der Heyne Verlag publizierte den Roman 1987 unter dem Titel: Die Ehre des Mr. Bond in Deutschland. Im Zuge der Neuveröffentlichung der James-Bond-Romane bei Cross Cult übersetzten die Autoren Anika Klüver und Stephanie Pannen den Roman mit einem neuen Titel: Eine Frage der Ehre.